# Golden Raspberry Awards 1985
De Golden Raspberry Awards 1985 was het zesde evenement rondom de uitreiking van de Golden Raspberry Awards. De uitreiking werd gehouden op 23 maart 1986 in het Morgan-Wixon Theatre in Santa Monica, Californië voor de slechtste prestaties binnen de filmindustrie van 1985.

## Genomineerden en winnaars
| "Winnaar"* |

| Categorie | Nominaties |
| --- | ---------- |
| Slechtste film |            |
| Rambo: First Blood Part II (TriStar Pictures), geproduceerd door Buzz Feitshans                                                             |            |
| Fever Pitch (MGM/UA), geproduceerd door Freddie Fields                                                                                      |            |
| Revolution (Warner Bros.), geproduceerd door Irwin Winkler                                                                                  |            |
| Rocky IV (MGM/UA), geproduceerd door Irwin Winkler, Robert Chartoff                                                                         |            |
| Year of the Dragon (MGM/UA), geproduceerd door Dino De Laurentiis                                                                           |            |
| Slechtste acteur |            |
| Sylvester Stallone in Rambo: First Blood Part II en Rocky IV                                                                                |            |
| Al Pacino in Revolution |            |
| Divine in Lust in the Dust |            |
| John Travolta in Perfect |            |
| Richard Gere in King David |            |
| Slechtste actrice |            |
| Linda Blair in Night Patrol, Savage Island en Savage Streets                                                                                |            |
| Ariane in Year of the Dragon |            |
| Brigitte Nielsen-Stallone in Red Sonja |            |
| Jennifer Beals in The Bride |            |
| Tanya Roberts in A View to a Kill |            |
| Slechtste mannelijke bijrol |            |
| Dolph Lundgren in Rocky IV |            |
| Burt Young in Rocky IV |            |
| Herbert Lom in King Solomon's Mines |            |
| Raymond Burr in Godzilla 1985 |            |
| Robert Urich in Turk 182! |            |
| Slechtste vrouwelijke bijrol |            |
| Brigitte Nielsen-Stallone in Rocky IV |            |
| Julia Nickson in Rambo: First Blood Part II                                                                                                 |            |
| Marilu Henner in Perfect en Rustlers' Rhapsody                                                                                              |            |
| Sandahl Bergman in Red Sonja |            |
| Talia Shire in Rocky IV |            |
| Slechtste regisseur |            |
| Sylvester Stallone voor Rocky IV |            |
| George Cosmatos voor Rambo: First Blood Part II                                                                                             |            |
| Hugh Hudson voor Revolution |            |
| Michael Cimino voor Year of the Dragon |            |
| Richard Brooks voor Fever Pitch |            |
| Slechtste scenario |            |
| Rambo: First Blood Part II, scenario door Sylvester Stallone en James Cameron, verhaal door Kevin Jarre.                                    |            |
| Fever Pitch, geschreven door Richard Brooks                                                                                                 |            |
| Perfect, scenario door Aaron Latham en James Bridges, gebaseerd op artikelen uit het Rolling Stone magazine door Aaron Latham               |            |
| Rocky IV, geschreven door Sylvester Stallone                                                                                                |            |
| Year of the Dragon, scenario door Oliver Stone en Michael Cimino, gebaseerd op de roman van Robert Daley                                    |            |
| Slechtste muziek |            |
| Rocky IV, muziek gecomponeerd door Vince DiCola                                                                                             |            |
| Fever Pitch, muziek door Thomas Dolby |            |
| King Solomon's Mines, muziek door Jerry Goldsmith                                                                                           |            |
| Revolution, muziek door John Corigliano |            |
| Turk 182!, muziek door Paul Zaza |            |
| Slechtste originele lied |            |
| "Peace in Our Life" uit Rambo: First Blood Part II, muziek door Frank Stallone, Peter Schless en Jerry Goldsmith, tekst door Frank Stallone |            |
| "7th Heaven" uit The Last Dragon, geschreven door Bill Wolfer and Vanity                                                                    |            |
| "All You Can Eat" uit Krush Groove, geschreven door Kurtis Blow, Damon Wimbley, Darren Robinson en Mark Morales (The Fat Boys)              |            |
| "Oh, Jimmy!" uit Neil Simon's The Slugger's Wife, woorden en muziek door Sarah M. Taylor                                                    |            |
| "The Last Dragon" uit The Last Dragon, geschreven door Norman Whitfield en Bruce Miller                                                     |            |
| Slechtste nieuwe ster |            |
| Brigitte Nielsen-Stallone in Red Sonja en Rocky IV                                                                                          |            |
| Ariane in Year of the Dragon |            |
| Godzilla - computergetekend - in Godzilla 1985                                                                                              |            |
| Julia Nickson in Rambo: First Blood Part II                                                                                                 |            |
| Kurt Thomas in Gymkata |            |